# Top Yell NEO
『Top Yell NEO』（トップエールネオ）は、竹書房が発行するアイドル雑誌。
2016年に『Top Yell』の姉妹誌として発刊。
これからのアイドル界を牽引する次世代アイドルをメインに読み物（インタビュー）中心で紹介している。

## バックナンバー
| 表題                     | 発売日         | 表紙アイドル                                 |
| ------------------------ | -------------- | -------------------------------------------- |
| Top Yell NEO             | 2016年6月30日  | 平手友梨奈 鈴本美愉 土生瑞穂 小林由依 守屋茜 |
| Top Yell NEO 2016～2017  | 2016年12月28日 | 長濱ねる                                     |
| Top Yell NEO 2017 SUMMER | 2017年6月30日  | 鈴本美愉 織田奈那 小林由依                   |
| Top Yell NEO 2017～2018  | 2017年12月18日 | 菅井友香                                     |
| Top Yell NEO Graduation  | 2018年3月26日  | 山出愛子 岡田愛 岡崎百々子                   |
| Top Yell NEO 2018 SUMMER | 2018年6月30日  | 小栗有以 倉野尾成美 岡部麟                   |
| Top Yell NEO 2018 AUTUMN | 2018年9月29日  | 佐々木久美 高本彩花                          |
| Top Yell NEO 2018～2019  | 2018年12月28日 | 上村莉菜                                     |
| Top Yell NEO 2019 SPRING | 2019年3月26日  | 佐々木美玲                                   |
| Top Yell NEO 2019 SUMMER | 2019年6月28日  | 土生瑞穂                                     |
| Top Yell NEO 2019～2020  | 2020年1月8日   | 井上梨名 田村保乃 藤吉夏鈴                   |
| Top Yell NEO 2020 SPRING | 2020年3月28日  | 丹生明里                                     |
| Top Yell NEO 2020 AUTUMN | 2020年9月30日  | 河田陽菜                                     |
| Top Yell NEO 2020～2021  | 2020年12月28日 | 関有美子                                     |
| Top Yell NEO 2021 SPRING | 2021年3月31日  | 平井美葉 島倉りか 山﨑夢羽                   |
| Top Yell NEO 2021 SUMMER | 2021年6月30日  | 上村ひなの                                   |
| Top Yell NEO 2021 AUTUMN | 2021年9月30日  | 大園玲                                       |
| Top Yell NEO 2021～2022  | 2021年12月27日 | 松田里奈                                     |
| Top Yell NEO 2022 SPRING | 2022年3月31日  | 増本綺良                                     |
| Top Yell NEO 2022 SUMMER | 2022年6月30日  | 松田好花                                     |
| Top Yell NEO 2022 AUTUMN | 2022年9月30日  | 井上梨名                                     |
| Top Yell NEO 2022～2023  | 2022年12月28日 | 武元唯衣                                     |
| Top Yell NEO 2023 SPRING | 2023年3月31日  | 髙橋未来虹                                   |
| Top Yell NEO 2023 SUMMER | 2023年6月30日  | 潮紗理菜                                     |
| Top Yell NEO 2023 AUTUMN | 2023年10月2日  | 谷口愛季 村井優                              |
| Top Yell NEO 2023～2024  | 2023年12月28日 | 森本茉莉                                     |
| Top Yell NEO 2024 SPRING | 2024年4月1日   | 藤嶌果歩                                     |
| Top Yell NEO 2024 SUMMER | 2024年7月1日   | 遠藤理子                                     |
| Top Yell NEO 2024 AUTUMN | 2024年9月30日  | 中山夏月姫 窪田七海 広本瑠璃                 |
| Top Yell NEO 2024～2025  | 2024年12月27日 | 北川莉央 櫻井梨央 井上春華                   |
| Top Yell NEO 2025 SPRING | 2025年3月31日  | 富田鈴花                                     |
| Top Yell NEO 2025 SUMMER | 2025年6月30日  |                                              |

## ライブ

### NEO Fes!!!
|   | 開催日         | 開催場所                           | 出演者 |
| - | -------------- | ---------------------------------- | --- |
| 1 | 2017年1月15日  | 渋谷CLUB QUATTRO                   | 原宿物語、AIS -All Idol Songs-、アイドルネッサンス、天晴れ！原宿、Ange☆Reve、大阪☆春夏秋冬、SiAM&POPTUNe、sora tob sakana、つりビット、drop、バクステ外神田一丁目、ハコイリ♡ムスメ、パンダみっく、PiiiiiiiN、愛乙女☆DOLL、La PomPon |
| 2 | 2017年3月26日  | duo MUSIC EXCHANGE                 | KissBee、全力少女R、NECO PLASTIC、ベボガ!（虹のコンキスタドール黄組） |
| 3 | 2018年2月18日  | TOKYO FM HALL                      | eyes、いちごみるく色に染まりたい、神使轟く、激情の如く。、クマリデパート、SHiNY SHiNY、絶対直球女子!プレイボールズ、sora tob sakana、Task have F、DEAR KISS、Devil ANTHEM.、なんキニ！、ニコニコ♡LOVERS、NEO JAPONISM、ハコイリ♡ムスメ、パンダみっく、フィロソフィーのダンス、Maison book girl、monogatari、RIOT BABY、lyrical school、『インキーウップス』                                                                           |
| 4 | 2018年4月29日  |                                    | 『インキーウップス』、いちごみるく色に染まりたい。、風光ル梟、キプリスモルホォ、君の隣のラジかるん、Q-pitch、クマリデパート、CROWN POP、くるーず～CRUiSE、G☆Girls、Jewel☆Rouge、2o Love to Sweet Bullet、TOY SMILEY、TokyoRockets、ニコニコ♡STREET、ニコニコ♡LOVERS、ハコイリ♡ムスメ、パンダみっく、真っ白なキャンバス、マジカル・パンチライン、ミラクルキャンディベリー＋、みらくる！わんだらんど、monogatari、RIOT BABY             |
| 5 | 2018年7月16日  |                                    | 赤の流星、アクアノート、いちごみるく色に染まりたい。、『インキーウップス』、AIS -All Idol Songs- 、クマリデパート、Clef Leaf、さんみゅ～、Jewel☆Neige、sora tob sakana、空野青空、絶対直球女子！プレイボールズ、つりビット、Devil ANTHEM.、TOY SMILEY、・・・・・・・・・、Party Rockets GT、パンダみっく、PiXMiX、Fullfull Pocket、Maison book girl、ミラクルキャンディーベリー+、みらくる！わんだらんど、monogatari、ヲルタナティヴ |
| 6 | 2018年9月24日  | TOKYO FM HALL                      | アクアノート、アップアップガールズ（仮）、いちごみるく色に染まりたい。、君の隣りのラジかるん、きゅい～ん’ズ、グーグールル、CROWN POP、THERE THERE THERES、sora tob sakana、たけやま3.5、TOY SMILEY、パンダみっく、ふらっぺidolぷろじぇくと研修生、Fullfull Pocket、MIGMA SHELTER |
| 7 | 2019年7月28日  | TOKYO FM HALL                      | アクアノート、いちごみるく色に染まりたい。光、OBP、君の隣のラジかるん、キプリスモルホォ、@SunCafe、jumping kiss、タートルリリー、ハープスター、ハラ塾DREAMMATE、パンダみっく、日日是好日、Fragrant Drive、FAVO♡、ふらっぺidolぷろじぇくと研修生、RIOT BABY、LiT、Lily of the valley、ONE+ONE+ONE |
|   | 2019年10月26日 | ポニーキャニオン3Fイベントスペース | 天野なつ、いちごみるく色に染まりたい。&FAVO♡、ULTRA BUZZ、OBP、ELECTRIC JELLYFISH～電気クラゲ、君だけのはくちゅーむ。、グラビアGIRLS、黒は着ない。、ころころパピー、Zsasz、ジキルトハイド、Si☆4、SCRamBLE、せかいシティ、鶴巻星奈、Tokyo Rockets、原宿ソフトクリームランド、プリアモ、プリンセスは眠らないっ！、フルーレット、ホワイトキャンパス、代々木女子音楽、REBIRTH↗︎、WildBunny、わんちゃんいやほい！                           |

### NEO Fes!!! mini
| 回数 | 開催日         | 開催場所                           | 出演者 |
| ---- | -------------- | ---------------------------------- | --- |
| 1    | 2017年1月22日  |                                    | |
| 2    | 2017年4月16日  | TSUTAYA O-Crest                    | i*chip memory、うりゃおい！JAPAN、KissBee、クマリデパート、こけぴよ、さきどり発信局、シブヤDOMINION、少女隊、少女交響曲、ノンシュガー、ノンスウィート、ベボガ！（虹のコンキスタドール黄組） 、星空のBABOO、seeDream、Flower Notes、Clef Leaf |
| 3    | 2017年5月27日  | ニッポン放送imagineスタジオ        | 赤マルダッシュ☆、81moment、おやすみセカイ、KATA☆CHU、SHiNY SHiNY、旋律フリージア、DollyKiss、ニコニコ♡LOVERS、243と吉崎綾、NECO PLASTIC、PREDIANNNA、3776（山梨版MONOモード）、ミラクルキャンディーベリー、MERUCHU、YOANI1年C組、Runa☆Rina、ルボートンX、OneStopinStep |
| 4    | 2017年6月18日  | ニッポン放送Imagineスタジオ        | アモレカリーナ東京、アンダービースティー、Will、KATA☆CHU、金星☆ジュリエッタ、G☆Girls、sherbet、SHiNYSHiNY、SiAM&POPTUNe、少女交響曲～Girls Symphony～、純粋カフェ・ラッテ、少女隊、旋律フリージア、chairmans、chula、つりビット、ティアーズ、DEAR KISS、TOYSMILEY、ニコニコ♡LOVERS、notall、ノンシュガー、ノンシュガーノンスウィート、バクステ外神田一丁目、パンダみっく、Parfait、Halation、花言葉はイノセンス、PLC、ぼんBomしすたぁ～ず、3776（山梨版MONOモード）、YOANI１年C組、杜の都センセ→ション、RIOT BABY、ルボートンX、Runa☆Rina |
| 5    | 2017年7月23日  | TSUTAYA O-Crest                    | アモレカリーナ東京、ANNA☆S、WiLL、WenDee、on and Go!、おやすみセカイ、KissBeeYouth、Clef Leaf、研修生、seeDream、SiAM&POPTUNe、少女隊、旋律フリージア、DollyKiss、ニコニコ♡LOVERS、NECOPLASTIC、ノンシュガー、ノンスウィート、parasite.kiss、PREDIANNA、ミラクルキャンディー+、みらくる！わんだらんど、迷愛へるぷ！、YOANI1年C組、RIOT BABY、ルボートンX、渡良瀬橋43 |
| 6    | 2017年7月29日  | TSUTAYA O-Crest                    | CURATIONS、少女交響曲〜Girls Symphony〜、xoxo（kiss&Hug）EXTREME、C;ON、Tokyo Rockets、にじいろ学園SEASON3、ルボートンX |
| 7    | 2017年8月11日  | TSUTAYA O-Crest                    | いちごみるく色に染まりたい。、N-FlavoR、大塚みか（渡良瀬橋43）、xoxo（Kiss&Hug）EXTREME、ClefLeaf、KATA☆CHU、こけぴよ、SeeDream、SHiNY SHiNY、旋律フリージア、ChuLa、DISDOL、東京イルミナティ、ニコニコ♡LOVERS、ノンシュガー、ノンスウィート、Parfait、花言葉はイノセンス、3776（山梨版MONOモード）、MELLOW GREEN WONDER、YOANI1年C組、RIOT BABY、loop、ルボートンX |
| 8    | 2017年9月10日  | TSUTAYA O-Crest                    | AdFicTioN、Anchor Lady、イチゼロイチゴ、MFガールズ、おとぎ星、Girls'Creation、少女隊、ステーション♪、T*shineベイビ→ズ、NECO PLASTIC、信岡ひかる、ノンシュガー、ノンスウィート、星空のBaboo、MELLOW GREEN WONDER、瀬那みずき（le biglemoi）、旋律フリージア、halation、Miharu、Li-V-RAVE |
| 9    | 2017年10月8日  | TSUTAYA O-nest                     | Anchor Lady、WiLL、風光ル梟、969、SiAM&POPTUNe、少女隊、NEO BREAK、YOANI1年C組、RIOT BABY、ルボートンX |
| 10   | 2017年11月18日 | ポニーキャニオン1Fイベントスペース | AdFicTioN、あまのひにゃさく、鶯谷エイリアンズ、CRANBERRY、clipclip、狂い咲けセンターロードteam狂、C;ON、清水雪姫莉（少女交響曲～Girls Symphony～）、SiAM&POPTUNe、少女隊、THE BANANA MONKEYS、千葉CLEAR'S、chuLa、Tokyo Girls Project、東京23区ガールズ、ノンシュガー、ノンスウィート、FLOWLIGHT、ふらっぺidolぷろじぇくと研修生、星乃みれい&VIVACIOUS、WhiteLaceZOKU、眉村ちあき、みらくる！わんだらんど、YOANI1年C組、LovRAVE |
| 11   | 2017年12月9日  | ポニーキャニオン1Fイベントスペース | 石川彩楓、inkeyoops、WiLL、沖縄電子少女彩、風光ル梟、君の隣のラジかるん、さっきの女の子、、Si☆Stella、chuLa、ニコニコ♡LOVERS、nuance、ネコプラ、No,SateLight、ノンシュガー、はちみつクロニクル、VIVACIOUS、まじょぴちゅ、メトロポリス、MELLOW GREEN WONDER、めろん畑a go go、YOANI1年C組、RIOT BABY、LovRAVE、Re:LAYz |
| 12   | 2018年3月11日  | ニッポン放送imaginスタジオ         | いちごみるく色に染まりたい。、『インキーウップス』、風光ル梟、カプ式会社ハイパーモチベーション、campus、キプリスモルホォ、キミイロプロジェクト、君の隣のラジかるん、clipclip、櫻井優衣、さっきの女の子、、Summer Rocket、清水雪姫莉（少女交響曲～Girls Symphony～）、Stella☆Beats、玉響-たまゆら-、にじいろ学園SEASON4、旋律メロディアス、東京flavor、ニコニコ♡LOVERS、ノンシュガー、BunnyRap、はちみつクロニクル、Peace of Cake、ミラクルキャンディーベリー＋、Re:LAYz、LONDON BLUE                                                      |
| 13   | 2018年5月13日  |                                    | i*chip_memory、アライブとレイニ、いちごみるく色に染まりたい、桜花爛漫、キミイロプロジェクト、君の隣のラジかるん、くらしのあ、Jewel☆Neige、青春18番ホーム、CHERRY GIRLS PROJECT、G-COMPLEx、TA女子、ティーンズ☆ヘブン、ニコニコ♡LOVERS、ニコニコ♡STREET、BL∞M、ミラクルキャンディベリー+、民謡ガールズ、メトロポリス、メルティハート、mogu☆mogu、LONDON BLUE、Wi-Fi-5、渡良瀬橋43 |
| 14   | 2018年5月27日  |                                    | アイくるガールズ、アクアノート、あそびダンジョン、赤ちょこ、『インキーウップス』、いちごみるく色に染まりたい。、エモップ、キプリスモルホォ、くらしのあ、Si☆Stella、Jewel☆Rouge、Smile、TA女子、手羽先センセーション、TopWater、東京CLEAR'S、東京flavor、ナナエ、ニコニコ♡LOVERS、ニコニコ♡STREET、真っ白なキャンバス、ミラクルキャンディベリー+、みらくる！わんだらんど、RIOT BABY、LOCK ON LAUGH |
| 15   | 2018年6月10日  |                                    | アイロボBチーム、あそびダンジョン、アライブとレイニー、いちごみるく色に染まりたい。、WiLL、キプリスモルホォ、君の隣のラジかるん、xoxo(Kiss&Hug) EXTREME、クマリデパート、くらしのあ、ころころパピー、こんぺいとー、関屋ひかり、東京CLEAR'S、Needs、ニコニコ♡STREET、ニコニコ♡LOVERS、ぴゅあ娘 リローデッド、BL∞M、前田彩里、まじょぴちゅ、ミラクルキャンディベリー+、みらくる！わんだらんど、メルティハート、LOCK ON LAUGH |
| 16   | 2018年7月21日  |                                    | アライブとレイニー、いちごみるく色に染まりたい。、桜花爛漫、加山愛純、カンシャクノヒナ、gra-DOLL、佐賀乙女みゅー☆スター、櫻井佑音、SeedS、旋律フリージア、白と黒のマテリアル、ディアブルボア、CHERRY GIRLS PROJECT、東京flavor、NIJIIRO★サーカス団、恥じらいレスキューJPN、Parfait、ミラクルキャンディ-ベリー+、みゆだよ～ん♪、民謡ガールズ、夢幻クレッシェンド、メトロポリス、森川彩香、LONDON BLUE |
| 17   | 2018年7月29日  |                                    | アクアノート、いちごみるく色に染まりたい。、鵜澤明日香、OrderDoll、君だけのはくちゅーむ。、キプリスモルホォ、C;ON、白と黒のマテリアル、Wぴ～、d-girls、DearD、東京flavor、ナナエ、はちみつクロニクル、パピプペポは難しい、Parfait、はにかみライバー、Team SWEET（パールレディークラブ）、ビビっとちきん、BL∞M、ぽけっとファントム、ミラクルキャンディ-ベリー+、みらくる！わんだらんど、RIOT BABY |
| 18   | 2018年8月19日  |                                    | iwi、アライブとレイニー、異国のパルピタンテ、思い出とプレゼント、君だけのはくちゅーむ。、963、G-COMPLEx、NIJIIRO★サーカス団、パピプペポは難しい、PIKARIN、BL∞M、まじばんch、ミラクルキャンディーベリー+、MARIS、ゆめみどき |
| 19   | 2018年9月15日  |                                    | アイドルカレッジTeamD、Up's COLLEGE 2nd GENERATION、あすきょう、ASTROMATE、維新グラビティ、いちごみるく色に染まりたい。、君だけのはくちゅーむ。、キプリスモルホォ、偶像ぱんでみっく、gra-DOLL、C;ON、トイトニック、DOMDOMPATTY、葉月あすか、ミニスカポリス、民謡ガールズ、MayBe Addict.、MARIS、メトロポリス、MELLOW GREEN WONDER、RIOT BABY、RABBIT HUTCH、Lovries♡、ReLIeF、rainyMelt、LONDON BLUE |
| 20   | 2018年9月30日  |                                    | いちごみるく色に染まりたい。、えんじぇるモンスター、君だけのはくちゅーむ。、桐原ユリ、Queen God、櫻井佑音、櫻井きりか、Si☆Stella、SeedS、しらさわあん、THEご主人様、だって世界がハチャメチャなんだもん。、Wぴ～、No Surprises〔PiGU〕、High＊Collar、恥じらいレスキューJPN、葉月あすか、Parfait、WhipWhip（仮）、ぽけっとファントム、malika、ミラクルキャンディーベリー+、メトロポリス、LONDON BLUE |
| 21   | 2018年10月7日  | ポニーキャニオン1Fイベントスペース | いちごみるく色に染まりたい。、ULTRA BUZZ、君だけのはくちゅーむ。、こんぺいとー、SCRamBLE、千葉CLEAR'S、DearD、七色シュガー、ナナイロ☆ドロップス、なめんなよ原宿、虹色fanふぁーれ ミライグミ06、ぴーおん♡、PLC YOUTH＋もりしょうこ、PINKYCASE、ぶとう党、美少女伝説、無敵のがーるふれんどα、メトロポリス、RIOT BABY、りとる☆すたー（るるゆあ from Si☆Stella）、RoaR |
| 22   | 2018年10月21日 | ポニーキャニオン1Fイベントスペース | ASTROMATE、君だけのはくちゅーむ。、偶像ぱんでみっく、櫻井きりか、しらさわあん、空知李虎、TOY SMILEY、DollyKiss、七色シュガー、虹色fanふぁーれ ミライグミ06、パピプペポは難しい、ポロメリア、ミラクルキャンディーベリー+、無敵のがーるふれんどα、めっちゃ輝き隊!!、MELLOW GREEN WONDER、RIOT BABY、LONDON BLUE、ワガママきいて？？ |
| 23   | 2018年11月4日  | ポニーキャニオン1Fイベントスペース | ASTROMATE、アライブとレイニー、いちごみるく色に染まりたい。、81moment、Order Doll、おはよう！もきゅれーしょん、君だけのはくちゅーむ。、guilty†rose、黒は着ない。、SHiNE、サルカニバナシ 2nd Edition、SCRamBLE、d-girls、ナナイロ☆ドロップス、なめんなよ原宿、パピプペポは難しい、Be My Baby、PIKARIN、ぴゅあ娘 リローデッド、真っ赤なゴールデンッ！、迷愛へるぷ！、ミニスカポリス、めっちゃ輝き隊!!、RIOT BABY、LOVEReS、RoaR、Wi-Fi-5 |
| 24   | 2018年11月23日 | ポニーキャニオン1Fイベントスペース | アクアノート、いちごみるく色に染まりたい。、御祭少女、川越CLEAR’S、君だけのはくちゅーむ。、きゅい～んズ、くるーず⚓CRUiSE!、櫻井佑音、G-COMPLEx、d-girls、手賀沼サンセット、TOY SMILEY、ドリ☆ステ、七色シュガー、High＊Collar、ぴーおん♡、BL∞M、美少女伝説、魔法少女ももりん、malika、マリオネッ。、無敵のがーるふれんどα、めっちゃ輝き隊!!、RIOT BABY、Rismmsk |
| 25   | 2018年12月02日 | ポニーキャニオン1Fイベントスペース | アクアノート、i*chip_memory、ASTROMATE、garnet.garnet...、cana÷biss、君だけのはくちゅーむ。、きゅい～んズ、gra-DOLL、→Wonderland（ココカラワンダーランド）、櫻井佑音、G-COMPLEx、Sugar&Solt、Spindle、Nyan7、パピプペポは難しい、ぱんちゅーる、Be My Baby、POEM、ポロメリア、星乃みれい、真っ赤なゴールデンッ！、MashMelody!、ミラクルキャンディーベリー+、迷愛へるぷ！、Lion net girl、RIOT BABY、ラブチョピット～たかめ～、rainyMelt |
| 26   | 2018年12月16日 | ポニーキャニオン1Fイベントスペース | i*chip_memory、ASTROMATE、イチゴゼロ、いちごみるく色に染まりたい。、イロハサクラ、garnet.garnet...、カンシャクノヒナ、Kiss me Chopitto、君だけのはくちゅーむ。、Candye♡Syrup、小杉ゆん、佐々木まゆ、櫻井佑音、Si☆4（from Si☆Stella）、SW!CH、d-girls、TOY SMILEY、突撃☆ランチボックス、Nyan7、ひかあや、POPPING EMO、ポロメリア、ミラクルキャンディーベリー+、めっちゃ輝き隊!!、MerryCute、Rismmsk、LONDON BLUE |
| 27   | 2019年1月14日  | ポニーキャニオン1Fイベントスペース | 苺崎ころん、いちごみるく色に染まりたい。、カンシャクノヒナ、気まぐれ♡プリンセス、君だけのはくちゅーむ。、櫻井佑音、白星☆ウィクトーリア、しらさわとかたやま、CHERIE GIRLS PROJECT、CHERRY GIRLS PROJECT、d-girls、富山PRガール（仮）、ぱんちゅーる、＝ぷらんと＝、MERUCHU、森川彩香、RIOT BABY、Rismmsk |
| 28   | 2019年1月26日  | ポニーキャニオン1Fイベントスペース | いちごみるく色に染まりたい。、イロハサクラ、キミノマワリ。、guilty†rose、櫻井佑音、SW!CH、SCRamBLE、だって世界がハチャメチャなんだもん。、千葉奈々希fromはつめろ☆彡、DearD、トイトニック、パンダみっく、PLC、ぴゅあ娘 リローデッド、Fight Sparkle、ふらっぺidolぷろじぇくと研修生、WhipWhip、ミラクルキャンディーベリー+、みらわん、MARIS、メトロポリス、Yamakatsu、ラブチョピット～たかめ～、Rismmsk、REBIRTH↗︎、1 Chance Yeah Hoi! |
| 29   | 2019年2月20日  | ポニーキャニオン1Fイベントスペース | i*chip_memory、アライブとレイニー、いちごみるく色に染まりたい。、カンシャクノヒナ、guilty†rose、君だけのはくちゅーむ。、K+RANK'IN、神戸flavor、しらさわあん、Sugar&Solt、Spindle、Chairmans、ときめき♡ぱんなこった、ナナイロ☆ドロップス、パステル☆ジョーカー、花琴♾りっぷ、原宿ソフトクリームランド、PLC、美少女伝説、メトロポリス、RIOT BABY、Rismmsk |
| 30   | 2019年2月24日  | ポニーキャニオン1Fイベントスペース | いちごみるく色に染まりたい。、カンシャクノヒナ、guilty†rose、K+RANK'IN、→wonderland、櫻井佑音、しらさわあん、白星☆ウィクトーリア、Spindle、DearD、d-girls、ときめき♡ぱんなこった、突撃☆ランチボックス、ナナイロ☆ドロップス、パステル☆ジョーカー、Fight Sparkle、15GERM、ミラクルキャンディーベリー+&ハイカラガールズ、MARIS、メトロポリス、RIOT BABY、♠♠♠くraphim（from PLC YOUTH）、Rismmsk、WildBunny |
| 31   | 2019年5月25日  | 神田明神EDOCCO STUDIO              | アライブとレイニー、ange mignon、維新グラビティ、いちごみるく色に染まりたい。光、キミイロプロジェクト、キミイロユース、君だけのはくちゅーむ。、→Wonderland、ころころパピー、SAKURA MODE～桜宇宙、しらさわあん、白星☆ウィクトーリア、スキスギルキス、鶴巻星奈、TOMOKA（from RIOT BABY）、日日是好日、花琴∞りっぷ、ぱんちゅーる、PickyBox、FAVO♡、BL∞M、ホワイトキャンパス、MerryCute、4cc、LONDON BLUE、WildBunny |
| 32   | 2019年6月29日  | 高田馬場BSホール                   | アマツヲトメ、ALBUS、ange mignon、いちごみるく色に染まりたい。光、キプリスモルホォ、減色シアター、→Wonderland、こにゃんこ、SAKURA MODE～桜宇宙、Jumping kiss、鶴巻星奈、トイトニック、NiceToMeetYou、日日是好日、ぴゅあ娘 リローデッド、FAVO♡、ホワイトキャンパス、MERUCHU、みゆだよ～ん♪、0話 -REIWA-、WildBunny |
| 33   | 2019年09月21日 | 高田馬場BSホール                   | アライブとレイニー、KAKEKOMI DELA、君だけのはくちゅーむ。、黒は着ない。、→Wonderland、SAKURA MODE～桜宇宙、スイーツメロディ、せかいシティ、SOMOSOMO、D-Stage、夏野大空（くるーず〜CRUiSE!）、原宿ソフトクリームランド（候補生）、パンダみっく、ピコピコ☆レボリューション、ふらっぺidolぷろじぇくと研修生、ホワイトキャンパス、ますからびっと、メリーバッドエンド、RIOT BABY、ラブマリン、Runa☆、WildBunny |
| 34   | 2019年11月2日  | 高田馬場BSホール                   | アマツヲトメ、Angel Sisters（響野アンナ&ユリア）、NES、君だけのはくちゅーむ。、グラビアGIRLS、→Wonderland、こにゃんこ、桜丘HS 森丘ひなた、さくら和香、スイーツメロディ（東京flavorセカンド）、せかいシティ、NiceToMeetYou、パスキャン-pastel candy-、PANDAMIC、福永ありさ&むとうみく（from MiA）、プリアモ、プリンセスは眠らないっ！、ホワイトキャンパス、みゆだよ～ん♪、メトロポリス、ゆめかわデイズMONSTER、RIOT BABY、RISING/ZERO-Ⅳ、ワンアポ                                                                                          |